# Sainte-Colombe-sur-Loing
Sainte-Colombe-sur-Loing är en kommun i departementet Yonne i regionen Bourgogne-Franche-Comté i norra Frankrike. Kommunen ligger i kantonen Saint-Sauveur-en-Puisaye som tillhör arrondissementet Auxerre. År 2018 hade Sainte-Colombe-sur-Loing 201 invånare.

## Befolkningsutveckling
Antalet invånare i kommunen Sainte-Colombe-sur-Loing
| Referens: INSEE |